# Wolny dzień Ferrisa Buellera
Wolny dzień Ferrisa Buellera (ang. Ferris Bueller's Day Off, 1986) – amerykański film komediowy wyprodukowany przez Paramount Pictures w reżyserii Johna Hughesa.

## Fabuła
Nastolatek Ferris Bueller (Matthew Broderick) postanawia nie iść do szkoły. Z łatwością przekonuje rodziców, że jest ciężko chory i musi zostać w domu. Mistyfikację odkrywa jego siostra Jeanie (Jennifer Grey). Próbuje ona pokrzyżować jego plany. Jednak Ferris i tak stawia na swoim. Chłopak ma jeszcze jednego wroga, dyrektora szkoły Edwarda Rooneya (Jeffrey Jones), który już dawno poznał się na sztuczkach ucznia i tym razem postanawia przyłapać go na gorącym uczynku.

## Obsada
- Matthew Broderick – Ferris Bueller
- Jeffrey Jones – Edward R. Rooney
- Mia Sara – Sloane Petterson
- Jennifer Grey – Jean „Jeanie” Bueller
- Lyman Ward – Tom Bueller
- Cindy Pickett – Katie Bueller
- Edie McClurg – Grace
- Kristy Swanson – Simone Adamlee
- Alan Ruck – Cameron Frye
- Katie Barberi – studentka ekonomii
- Louie Anderson – dostawca kwiatów
- Joey D. Vieira – dostawca pizzy
- Dee Dee Rescher – kierowca autobusu
- Jonathan Schmock – Chez Quis Maitre D'
- Charlie Sheen – chłopak na komisariacie